# Joaquin Seys
Pour les articles homonymes, voir Seys.
Joaquin Seys, né le 28 mars 2005 à Ostende en Belgique, est un footballeur belge qui joue au poste de défenseur au Club Bruges KV.

## Biographie

### En club
Né à Ostende en Belgique, Joaquin Seys commence à jouer au KV Ostende, avant de faire le reste de sa formation au Club Bruges, où il commence sa carrière professionnelle en championnat de Belgique. Il joue son premier match avec l'équipe première du club le 20 juillet 2024, lors d'une défaite 2-1 contre l'Union Saint-Gilloise en Supercoupe de Belgique.
Le 18 septembre 2024, il joue son premier match de Ligue des champions. Lors de cette rencontre, il est titulaire à droite de la défense lors d'une défaite contre le Borussia Dortmund de Jamie Gittens.

### En sélections nationales
Joaquin Seys est international avec l'équipe de Belgique des moins de 18 ans et des moins de 19 ans.
Domenico Tedesco le sélectionne pour la première fois chez les Diables Rouges, le 8 novembre 2024, mais il doit malheureusement déclarer forfait à la suite d'une blessure encourue lors de la dernière rencontre de championnat précédant le rassemblement.

## Statistiques

### En club
| Saison                | Club                  | Championnat           | Championnat | Championnat | Championnat | Coupe(s) nationale(s) | Coupe(s) nationale(s) | Coupe(s) nationale(s) | Supercoupe | Supercoupe | Supercoupe | Compétition(s) continentale(s) | Compétition(s) continentale(s) | Compétition(s) continentale(s) | Compétition(s) continentale(s) | Autres compétitions | Autres compétitions | Autres compétitions | Autres compétitions | Total | Total | Total |
| Saison                | Club                  | Division              | M.          | B.          | P.d.        | M.                    | B.                    | P.d.                  | M.         | B.         | P.d.       | Comp.                          | M.                             | B.                             | P.d.                           | Comp.               | M.                  | B.                  | P.d.                | M.    | B.    | P.d.  |
| 2022-2023             | Club NXT              | Division 1B           | 14          | 0           | 0           | -                     | -                     | -                     | -          | -          | -          | -                              | -                              | -                              | -                              | PO                  | 10                  | 0                   | 1                   | 24    | 0     | 1     |
| 2023-2024             | Club NXT              | Division 1B           | 27          | 1           | 3           | -                     | -                     | -                     | -          | -          | -          | -                              | -                              | -                              | -                              | -                   | -                   | -                   | -                   | 27    | 1     | 3     |
| Sous-total            | Sous-total            | Sous-total            | 41          | 1           | 3           | -                     | -                     | -                     | -          | -          | -          | -                              | -                              | -                              | -                              | -                   | 10                  | 0                   | 1                   | 51    | 1     | 4     |
| 2024-2025             | Club Bruges KV        | Division 1A           | 25          | 2           | 0           | 2                     | 0                     | 0                     | 1          | 0          | 0          | C1                             | 10                             | 0                              | 0                              | PO1                 | 2                   | 0                   | 0                   | 40    | 2     | 0     |
| 2025-2026             | Club Bruges KV        | Division 1A           | 4           | 0           | 0           | -                     | -                     | -                     | 1          | 0          | 0          | C1                             | 3                              | 1                              | 0                              | -                   | -                   | -                   | -                   | 8     | 1     | 0     |
| Sous-total            | Sous-total            | Sous-total            | 29          | 2           | 0           | 2                     | 0                     | 0                     | 2          | 0          | 0          | -                              | 13                             | 1                              | 0                              | -                   | 2                   | 0                   | 0                   | 48    | 3     | 0     |
| Total sur la carrière | Total sur la carrière | Total sur la carrière | 70          | 3           | 3           | 2                     | 0                     | 0                     | 2          | 0          | 0          | -                              | 13                             | 1                              | 0                              | -                   | 12                  | 0                   | 1                   | 99    | 4     | 4     |

## Palmarès

### En club
| Club Bruges KV - Championnat de Belgique (1) : - Champion : 2024. - Vice-champion : 2025. - Supercoupe de Belgique (1) : - Vainqueur : 2025. - Finaliste : 2024. |